# Mariya Takeuchi
Mariya Takeuchi (jap. 竹内 まりや Takeuchi Mariya; ur. 20 marca 1955, Taisha) – japońska piosenkarka i autorka tekstów.

## Życiorys
Od dzieciństwa grała na fortepianie i gitarze. Ukończyła filologię angielską na uniwersytecie Keiō. W 1974 wygrała narodowy konkurs recytacji w języku angielskim zorganizowany przez „The Japan Times”. Debiutancki album Beginning z 1979 przyniósł jej liczne nagrody za najlepszy debiut, m.in. w ramach Japan Record Awards, Tokyo Music Festival i Japan Music Awards. W nagrywaniu jej płyt z lat 1979–1981 uczestniczyli m.in. David Foster, Steve Lukather i Jeff Porcaro oraz Tatsuro Yamashita, z którym wzięła ślub w kwietniu 1980. Piosenka Heart to Heart z krążka Miss M ze zmienionym tekstem i tytułem (Now) stała się ostatnim utworem nagranym przez Karen Carpenter (rok wydania – 1983).
W 1981 Takeuchi ogłosiła przerwę w nagrywaniu, w trakcie której skupiła się na komponowaniu dla innych wykonawców, co kontynuowała po powrocie na scenę. W tym czasie przeniosła się wraz z Yamashitą z RCA do Moon Records. Jej najlepiej sprzedającym się albumem jest składanka Impressions z 1994 (3 miliony sprzedanych egzemplarzy w samej Japonii). W ostatnich latach jej popularność wzrosła za sprawą utworu Plastic Love z albumu Variety. Na fali mody na inspirowaną japońskim city popem stylistykę Vaporwave i future funk, wideo z Plastic Love w serwisie YouTube zarejestrowało ponad 60 mln wyświetleń i milion polubień (stan na 2 maja 2021). W maju 2019 Warner Music Japan opublikowało oficjalny teledysk do piosenki.
W 2020 za sprawą ponownego nagrania Inochi no Uta (pierwsza wersja ukazała się w 2012) Takeuchi stała się najstarszą solistką z numerem 1 na japońskiej liście najpopularniejszych singli.

## Dyskografia
Albumy studyjne
- 1978: Beginning
- 1979: University Street
- 1980: Love Songs (1. miejsce na liście przebojów Oricon)
- 1980: Miss M
- 1981: Portrait = ポートレイト
- 1984: Variety (1. miejsce na liście przebojów Oricon)
- 1987: Request (1. miejsce na liście przebojów Oricon)
- 1992: Quiet Life (1. miejsce na liście przebojów Oricon)
- 2000: Souvenir = スーベニール
- 2001: Bon Appetit! = ボナペティ (1. miejsce na liście przebojów Oricon)
- 2003: Longtime Favorites (1. miejsce na liście przebojów Oricon)
- 2007: Denim = デニム (1. miejsce na liście przebojów Oricon)
- 2014: Trad = トラッド (1. miejsce na liście przebojów Oricon)

Źródło:.
Kompilacje
- 1982: Viva Mariya!!
- 1990: Morning Glory
- 1994: Impressions
- 2008: Expressions
- 2008: Sincerely... The Mariya Takeuchi Songbook (anglojęzyczne covery jej piosenek nagrane przez innych artysytów)
- 2013: Mariya’s Songbook Moon Records
- 2019: Turntable

Ważniejsze single
- 1980: Fushigi na Peach Pie (不思議なピーチパイ) (3. miejsce na liście przebojów Oricon)
- 1989: Single Again (2. miejsce na liście przebojów Oricon)
- 1990: Kokuhaku (告白) (3. miejsce na liście przebojów Oricon)
- 1995: Kon’ya wa Hearty Party (今夜はHearty Party) (3. miejsce na liście przebojów Oricon)
- 1998: Camouflage / Winter Lovers (1. miejsce na liście przebojów Oricon)
- 2019: Tabi no Tsuzuki (旅のつづき) (3.miejsce na liście przebojów Oricon)
- 2019: Inochi no Uta (Special Edition) (いのちの歌(スペシャル・エディション)) (1. miejsce na liście przebojów Oricon)